# Bruno Milesi
Bruno Milesi (Brunico, 1º febbraio 1965) è un ex pattinatore di velocità su ghiaccio italiano.

## Biografia
Nato nel 1965 a Brunico, in Alto Adige, a 23 anni ha partecipato ai Giochi olimpici di Calgary 1988, nei 5000 e 10000 m, arrivando 15º nei primi con il tempo di 6'54"93 e 13º nei secondi in 14'23"84.
Ha chiuso la carriera nel 1993, a 28 anni.